# Giardino tascabile

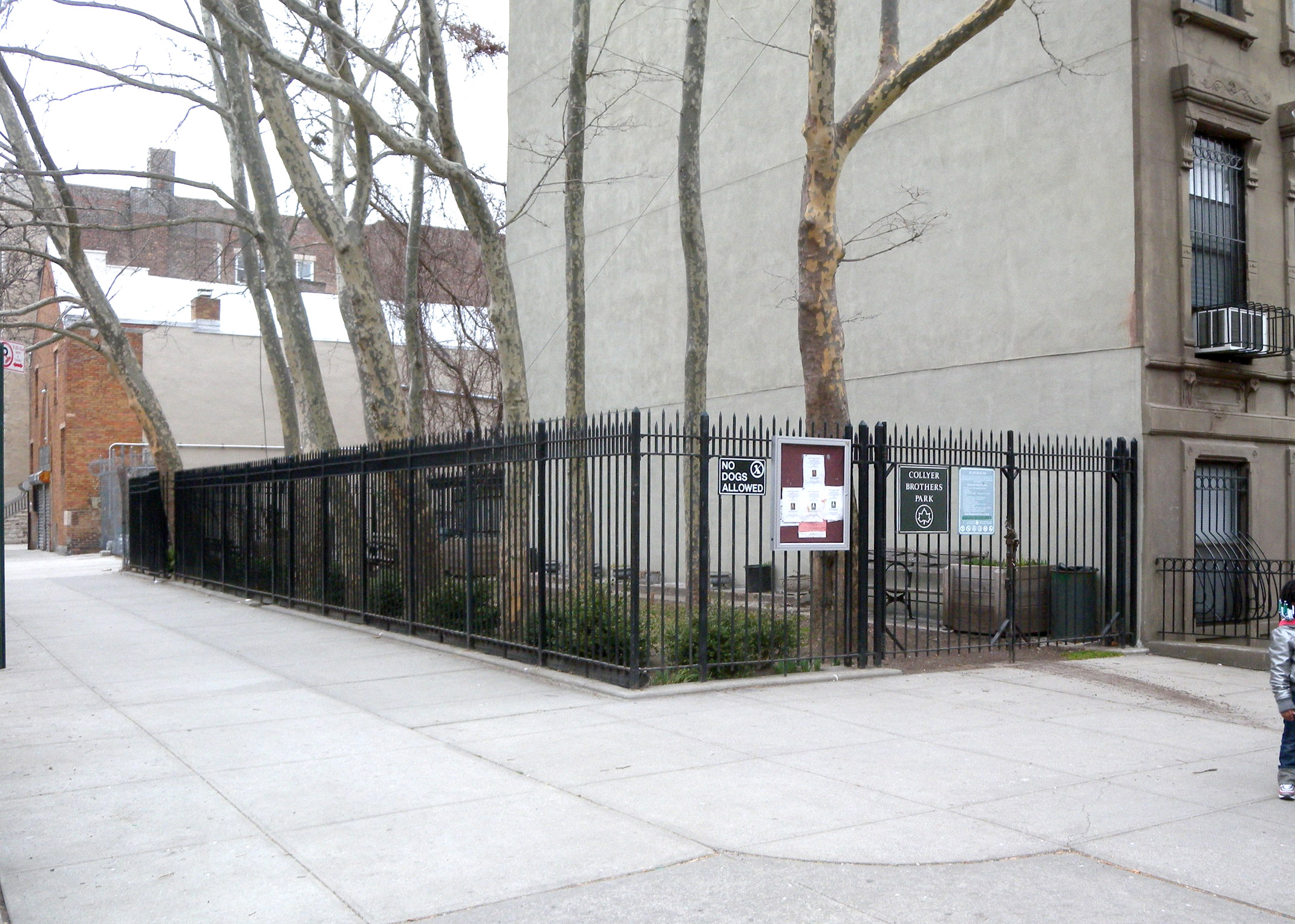
Il Collyer Brothers Park, esempio di giardino tascabile a New York.

I giardini tascabili (pocket parks) sono una tipologia di giardini pubblici che hanno come caratteristica fondamentale quella di non essere stati previsti o pianificati nel progetto originale di un disegno urbano, ma di essere stati creati successivamente sulla base dell'iniziativa di liberi cittadini, o come risultato di una scelta e di una ricognizione dell'amministrazione pubblica.
I giardini tascabili vengono realizzati all'interno di isolati già esistenti, di un contesto urbano già dato, aventi caratteristica peculiare di potersi “infilare”, indipendentemente da una preventiva pianificazione, all'interno di un isolato urbano da tempo presente nel contesto urbano, andando ad occupare lotti vacanti inedificati, lotti di edifici demoliti o spazi abbandonati. Privi di un utilizzo oggettivo, spazi residuali non progettati, di molti interventi di trasformazione della città ai quali veniva, in questo modo, a posteriori, attribuito significato e valore di spazio pubblico urbano.
Nati a New York nel 1964 con lo scopo di riqualificare spazi abbandonati nel quartiere di Harlem, interi lotti abbandonati venivano recintati con lo scopo di prevenire incursioni, i quali essendo ridotti in uno stato di "putrefazione urbana" potevano essere pericolosi per i ragazzi del quartiere.
Per risollevare la vivibilità di queste zone oramai dimenticate della città, si intervenne "restituendo" al cittadino del quartiere questi spazi non più luoghi di identità pubblica, reintegrando spazi verdi al fine di creare luoghi d'incontro per gente di tutte le età, dagli spazi per i più piccoli, ai veri e propri luoghi per adulti, provvisti di panchine, tavoli, il tutto immerso tra alberi e piante, in netto contrasto con il grigiore urbano.
In quegli anni New York diede il via ai moderni pocket park, i quali sono veri e propri "smeraldi" incastonati tra il cemento delle aree metropolitane più degradate.
A Londra, una città che vuole essere ancora più verde, il sindaco ha lanciato il progetto di 100 giardini tascabili.